# NGC 1014
NGC 1014 ist ein Sternenpaar im Sternbild Walfisch am Himmelsäquator, die der US-amerikanische Astronom Frank Muller im Jahr 1886 fälschlich als NGC-Objekt beschrieb. Im gleichen Himmelsareal befindet sich die Galaxie NGC 1018.